# Pleasanton
Pleasanton (anteriormente, Alisal y Pleasonton), incorporada en 1894, es una ciudad del condado de Alameda, en California (Estados Unidos). Es un suburbio importante de la bahía de San Francisco situado a unas 25 millas (40 kilómetros) al este de Oakland, y 6 millas (9,7 kilómetros) al oeste de Livermore. Según el censo de 2000 la población era de 66.544 habitantes. En 2005 y 2007, Pleasanton fue catalogada como la ciudad más rica de tamaño medio en los Estados Unidos por la Oficina del Censo. Pleasanton es la sede permanente de empresas como Safeway Inc., Oracle y Kaiser, que tienen oficinas en el parque empresarial de Hacienda. A pesar de que Oakland es la sede del Condado de Alameda, una pocas oficinas del condado y un palacio de justicia se encuentran en Pleasanton. Además, la principal cárcel del condado está en la vecina ciudad de Dublín. La Feria del Condado de Alameda se encuentra en Pleasanton, y la feria anual del condado se lleva a cabo allí durante la última semana de junio y la primera semana de julio. El parque regional Shadow Cliffs se encuentra en el lado este de la ciudad.

## Historia
En la década de 1850, en donde luego se fundaría Pleasanton, había un asentamiento anterior, llamado Alisal. Pleasanton se fundó en las tierras de las concesiones de tierras mexicanas Rancho Valle de San José y Rancho Santa Rita. Su nombre fue elegido en la década de 1860 por John W. Kottinger, un juez de paz del condado de Alameda, en honor a su amigo, el general de caballería del ejército de la Unión Alfred Pleasonton. Un error tipográfico de un empleado de registro en Washington D. C., aparentemente dio lugar a la ortografía actual.
Una de las primeras casas construidas en el valle en 1854 sigue en pie y sirve como la pieza central de la Alviso Adobe Community Park. En la década de 1850, la ciudad fue apodada "la más desesperada ciudad en el Oeste" y estaba gobernada por bandidos y malhechores. Los tiroteos en la calle principal no eran infrecuentes y bandidos como Joaquín Murrieta, en torno al cual se construyó la leyenda del Zorro, buscaron refugio en Pleasanton en la época de la fiebre del oro.
Esta mala reputación quedó muy pronto pasado. Ya en 1917 Pleasanton se convirtió en el escenario de la película Rebecca de Sunnybrook Farm, protagonizada por Mary Pickford.
En la ciudad vivió Phoebe Apperson Hearst, que vivía en una mansión de 50 habitaciones en un terreno de 8 km ² y que ahora se ha reconvertido en el Castlewood Country Club.

## Geografía
Pleasanton se encuentra a 37 ° 40'21 "N 121 ° 52'57" W / 37.6725 ° N, 121.8825 ° W / 37,6725; -121.8825 (37.672530, -121.882517) y se encuentra adyacente a Hayward, Livermore, y Dublín. Según la Oficina del Censo de Estados Unidos, la ciudad tiene un área total de 21,8 millas cuadradas (56,5 km ²), de los cuales, 21.7 millas cuadradas (56,1 km ²) de él son tierra y 0,2 millas cuadradas (0,4 km²) de él (0,78 %) es agua. En el lado este de la ciudad en Blvd. Stanley. cerca de la frontera con Livermore esta parque regional de los Acantilados de las Sombras, un lago donde se practica la natación, pesca, paseos en bote, y un tobogán. En el lado oeste está la cordillera Pleasanton con los dos parques Pleasanton Ridge y Agustín Bernal Park. Gran parte de Pleasanton es drenado por el Arroyo del Valle Arroyo Mocho y cursos de agua. Pleasanton se encuentra a lo largo de la ruta del histórico primer ferrocarril transcontinental.

## Clima
La temperatura más alta registrada fue de 115 °F (46 °C) en 1950. La temperatura más baja registrada fue de 18 °F (-8 °C) en 1990.
| Parámetros climáticos promedio de Pleasanton, California | Parámetros climáticos promedio de Pleasanton, California | Parámetros climáticos promedio de Pleasanton, California | Parámetros climáticos promedio de Pleasanton, California | Parámetros climáticos promedio de Pleasanton, California | Parámetros climáticos promedio de Pleasanton, California | Parámetros climáticos promedio de Pleasanton, California | Parámetros climáticos promedio de Pleasanton, California | Parámetros climáticos promedio de Pleasanton, California | Parámetros climáticos promedio de Pleasanton, California | Parámetros climáticos promedio de Pleasanton, California | Parámetros climáticos promedio de Pleasanton, California | Parámetros climáticos promedio de Pleasanton, California | Parámetros climáticos promedio de Pleasanton, California |
| Mes                                                      | Ene.                                                     | Feb.                                                     | Mar.                                                     | Abr.                                                     | May.                                                     | Jun.                                                     | Jul.                                                     | Ago.                                                     | Sep.                                                     | Oct.                                                     | Nov.                                                     | Dic.                                                     | Anual                                                    |
| -------------------------------------------------------- | -------------------------------------------------------- | -------------------------------------------------------- | -------------------------------------------------------- | -------------------------------------------------------- | -------------------------------------------------------- | -------------------------------------------------------- | -------------------------------------------------------- | -------------------------------------------------------- | -------------------------------------------------------- | -------------------------------------------------------- | -------------------------------------------------------- | -------------------------------------------------------- | -------------------------------------------------------- |
| Temp. máx. abs. (°C)                                     | 23.9                                                     | 26.7                                                     | 31.1                                                     | 35.6                                                     | 40                                                       | 45                                                       | 44.4                                                     | 44.4                                                     | 46.1                                                     | 41.1                                                     | 32.2                                                     | 26.1                                                     | '                                                        |
| Temp. máx. media (°C)                                    | 14.4                                                     | 16.7                                                     | 18.3                                                     | 21.7                                                     | 25                                                       | 28.9                                                     | 31.7                                                     | 31.7                                                     | 30                                                       | 25.6                                                     | 18.3                                                     | 13.9                                                     | 23                                                       |
| Temp. mín. media (°C)                                    | 2.8                                                      | 4.4                                                      | 5.6                                                      | 6.7                                                      | 8.9                                                      | 11.7                                                     | 12.8                                                     | 12.8                                                     | 11.7                                                     | 8.9                                                      | 5.6                                                      | 2.8                                                      | 7.9                                                      |
| Temp. mín. abs. (°C)                                     | -8.3                                                     | -5                                                       | -5.6                                                     | -1.7                                                     | 0                                                        | -1.1                                                     | 2.2                                                      | 4.4                                                      | 1.7                                                      | -1.7                                                     | -5                                                       | -7.8                                                     | '                                                        |
| Precipitación total (mm)                                 | 75.9                                                     | 70.4                                                     | 62.7                                                     | 24.4                                                     | 10.9                                                     | 2.3                                                      | 0.8                                                      | 2                                                        | 6.1                                                      | 21.3                                                     | 47.8                                                     | 51.8                                                     | 14.82 (376.4)                                            |
| Fuente: The Weather Channel 24 de abril de 2008          |                                                          |                                                          |                                                          |                                                          |                                                          |                                                          |                                                          |                                                          |                                                          |                                                          |                                                          |                                                          |                                                          |

## Arquitectura
Gracias a la preservación del centro histórico de Pleasanton, se conservan muchos edificios de estilos arquitectónicos datados a mediados de 1800 existen. A poca distancia entre sí pueden encontrarse construcciones en estilo gótico, pionero, italianizante, italiano comercial, renacimiento colonial, o en estilo reina Ana.
Uno de los iconos de la ciudad de Pleasanton es el edificio Kölln Hardware, ubicado en el número 600 de Main St. Está diseñado en el estilo italiano comercial, pero la torre de esquina prominentes de cinco lados y algunas otras características son indicativas del estilo colonial del renacimiento. La estructura combina un poco de estilo Reina Ana en la torre y el frontón. Este edificio fue construido en 1890 y siempre ha albergado una ferretería, primero de los hermanos Lewis, luego de Cruikshank y Kolln. La ferretería se conoce como Kölln Hardware desde 1933. En 2004, el negocio de Kölln Hardware cerró sus puertas. Bud Cornett, un empresario de Pleasanton, compró este emblemático lugar e invirtió en su renovación, adaptándolo a terremotos. Después de más de cien años al servicio de la comunidad como ferretería, el espacio ahora está ocupado por el Comerica Bank.
La Hacienda del Pozo de Verona (La Casa de la cabeza del pozo de Verona) fue otro lugar emblemático de Pleasanton, pero quedó destruido por un incendio en 1969. La construcción fue iniciada por el arquitecto AC Schweinfurth de William Randolph Hearst en la década de 1890. Phoebe Apperson Hearst hizo remodelar y ampliar la hacienda por orden de la arquitecta Julia Morgan para utilizarla como residencia principal después de la muerte de su esposo. La finca se había construido sobre una ranchería de 453 acres (1,83 km²) y había sido adquirida en 1886 por George Hearst, quien tenía la intención de utilizar el lugar para una granja de caballos de carrera. Su nombre se inspiró en el pozo circular de mármol tallado que Phoebe y William habían comprado en Verona y que instalaron en el medio del patio. La hacienda fue la única propiedad en manos de una mujer que se menciona en el Stately Homes of California de Porter Garnett. Varias fuentes han llamado a la arquitectura de la hacienda estilo Misión de California. El arquitecto original utilizó el término "renacimiento español provincial", mientras que Garnett escribió que sería más preciso llamarlo "hispano-morisco". La influencia morisca se encontraba en toda la propiedad, como en las casetas de guardia que se encontraban a ambos lados de la entrada del patio. La hacienda estaba rematada con azulejos españoles rojos importados y tenía paredes sin decorar de estuco blanco. Después de la muerte de Phoebe en 1919, William hizo que el pozo y otros muebles y objetos se trasladaran al Castillo Hearst en San Simeón y vendió la propiedad.

## Cultura
Pleasanton es veces apodada como "P-town".

### Acontecimientos y festivales
Pleasanton sigue manteniendo un sabor a pequeña ciudad, con eventos regulares para la comunidad. Cada sábado por la mañana se instala un mercado de agricultores cerca de la Main Street. Hay varios desfiles durante el año que conmemoran la Navidad, el Día de los Caídos y el Día de los Veteranos, además de marcar el comienzo de la Feria del Condado de Alameda y la temporada de fútbol.

### Fiesta del primer miércoles de los meses de verano
A partir de finales de la década de 1990, la Asociación del Centro de Pleasanton organizó las populares celebraciones del primer miércoles desde mayo hasta septiembre de cada año. El primer miércoles de los meses de verano, Main Street se bloqueaba al tráfico y adoptaba un ambiente de feria callejera. Cada celebración del primer miércoles tenía un tema y se planificaban actividades relacionadas. En este evento local, empresas y organizaciones del centro y de los alrededores de Tri-Valley instalaron puestos en el centro de la calle. Una banda local tocó en el estacionamiento de la cafetería Inklings, que estaba cerrado para bailar. El estacionamiento también se instaló como un jardín de la cerveza, con cerveza y vino disponibles para el consumo. En 2017, la asociación anunció que descontinuaría los eventos y que estaba considerando otros tipos de eventos en los próximos años.

### ConciertosLos viernes en el Parque
Otra tradición de la Asociación del Centro de Pleasanton es la serie de conciertos de los viernes en el parque. Todos los viernes desde junio hasta septiembre, la Asociación programa diferentes bandas locales para que actúen por las noches en el Lions' Wayside Park, cerca de First Street. Los eventos son gratuitos y atraen a una multitud. Hay asientos adicionales disponibles para los "Conciertos en el parque" en Delucchi Park, en la intersección de First Street y Neal Street.

### Recinto ferial
Artículo principal: Feria del Condado de Alameda
La Feria del Condado de Alameda se celebra cada año en el recinto ferial de Pleasanton. Cuando no se celebra la feria, en el recinto se organizan muchos espectáculos de coches.

## Educación
El Distrito Escolar Unificado de Pleasanton gestiona las escuelas públicas de la localidad.

## Acuerdos de Hermanamiento
La ciudad de Pleasanton, California tiene acuerdos de hermanamiento con las siguientes ciudades:
- Blairgowrie and Rattray, Reino Unido[8]
- Fergus, Ontario, Canadá[8]
- Tulancingo, México[9]